# Kars-traktaten
Kars-traktaten (tyrkisk: Kars Antlaşması, russisk: Карсский договор, georgisk: ყარსის ხელშეკრულება, armensk: Կարսի պայմանագիր, azeri: Qars müqaviləsi) er en traktat, der fastlagde grænsen mellem Tyrkiet og de tre transkaukasiske sovjetrepublikker Georgiske SSR, Armenske SSR og Aserbajdsjanske SSR. Traktaten blev underskrevet i byen Kars den 13. oktober 1921.
Traktaten blev underskrevet af den tyrkiske nationalbevægelses Ankararegering og hver af de tre kaukasiske sovjetrepublikker samt Russiske SFSR. På tidspunktet for indgåelsen af traktaten var hverken Republikken Tyrkiet eller Sovjetunionen dannet. Formelt eksisterede Det Osmanniske Rige stadig, ligesom den osmanniske sultan Mehmed 6. selv havde en regering i Konstantinopel. Sovjetunionen blev dannet den 30. december 1922 og Republikken Tyrkiet blev udråbt i 1923, og begge nye nationer indtrådte i Kars-traktatens bestemmelser.
Kars-traktaten efterfulgte Moskva-traktaten, der var indgået i marts 1921. De fleste af de territorier, der blev overgivet til Tyrkiet var territorier, der var erobret af Det Russiske Kejserrige fra Osmannerriget under Den russisk-tyrkiske krig (1877-1878). Den eneste undtagelse af regionen Surmali, der havde været en del af Persien inden russernes erobring af det persiske Erivan-khanat under Den russisk-persiske krig (1826-28).

## Traktatens bestemmelser
Kars-traktaten bekræftede de bestemmelser, der var blevet aftalt ved Moskva-traktaten i marts 1921 mellem Anakararegeringen og Russiske SFSR.

### Georgien og Adjarien
Traktaten bestemte, at territoriet omfattet af det tidligere russiske Batum oblast skulle deles, således at den sydlige del tilfaldt Tyrkiet (inklusive byen Artvin) og den nordlige del med havnebyen Batum (i dag Batumi) skulle tilfalde Georgiske SSR som en autonom sovjetrepublik (Adjariske ASSR, i dag Adjarien). Traktaten fastslog regionens autonomi grundet den overvejende muslimske befolkningsgruppe (adjariere) i området. Tyrkiet fik endvidere ret til adgang til havnen i Batumi uden betaling af told og afgifter.

### Armensk-tyrkisk grænsedragning
Traktaten fastlagde grænsen mellem Tyrkiet og Armenske SSR ved floderne Akhurian (Arpachay) og Aras. Tyrkiet fik områder, der tidligere var blevet erobret af Rusland under Den russisk-tyrkiske krig (1877-1878), herunder byerne Kars, Ardahan og Oltu og ruinerne i Ani. Tyrkiet fik også overdraget det tidligere Jerevan Guvernat, der indeholdt området Surmali med bl.a. det armenske nationalsymbol Ararats bjerg og Kulp. Omvendt overdrog Tyrkiet til Armenske SSR distriktet Aqbaba.
Ifølge den sidste premierminister i den første Armenske republik Simon Vratsians erindringer forsøgte bolsjevikkerne at genforhandle status for Ani og Kulp grundet den store historiske betydning for armenierne, men til bolsjevikkernes store skuffelse nægtede tyrkerne at genforhandle Moskva-traktatens bestemmelser på dette punkt.

### Aserbajdsjan og Nakhitjevan
Traktatens artikel 5 etablerede Nakhitjevan som en selvstændig region og protektorat under Aserbajdsjan. Nakhitjevan blev i 1924 erklæret som en autonom sovjetrepublik under Aserbajdsjanske SSR. Oprettelsen af den nye autonome republik gav Aserbajdsjan 18 km grænse til Aras-korridoren (en smal landstribe der kiler sig ind mellem Iran og Nakhitjevan), der efter traktaten tilkom af Tyrkiet.

## Konsekvenser for forholdet mellem Tyrkiet og Iran
Annekteringen af Surmali og Aras-korridoren gav Tyrkiet en lidt længere grænse mod Iran. I slutningen af 1920'erne opstod et oprør blandt kurderne i området omkring Ararat-bjerget. Tyrkiet forsøgte at nedkæmpe oprørerne, der flygtede over grænsen til Iran, hvorefter den tyrkiske hær gik over den iranske grænse. Området omkring bjerget Lille Ararat blev herefter genstand for diskussion mellem Tyrkiet og Iran. Iran anså området omkring Lille Ararat som strategisk vigtigt og rejste tvivl om gyldigheden af Kars-traktaten, da de mente, at Tyrkiet ikke havde et legitimt krav på Surmali, der havde været Iransk indtil overdragelsen til Rusland ved Turkmantsjaj-traktaten. Efter forhandlinger i Ankara i 1934 mellem Kemal Atatürk og Reza Shah, der oprindeligt havde krævet annektering af Aras-korridoren, besluttede Iran og Tyrkiet af fastholde grænsen som fastslået ved Kars-traktaten.

## Sovjetunionens forsøg på annullering af traktaten efter 2. verdenskrig
Efter 2. verdenskrig forsøgte Sovjetunionen at annullere Kars-traktaten og genvinde det tabte territorium. Ifølge Nikita Khrusjtjov forsøgte Sovjetunionens vice-premierminister og chef for NKVD, Lavrentij Berija, at overtale sin landsmand, georgieren Josef Stalin, til at sørge for, at Georgien fik sine tabte territorier tilbage fra Tyrkiet. Stalin lod sig overtale og den 7. juni 1945 meddelte den sovjetiske udenrigsminister Vjatjeslav Molotov til den tyrkiske ambassadør i Moskva, at provinserne Kars, Ardahan og Artvin skulle overdrages til Sovjetunionen ved overdragelse til Georgiske SSR og Armenske SSR. Ankara blev derved sat i en vanskelig situation, da Ankara ønskede at opretholde venskabelige relationer til Sovjetunionen, men omvendt ikke ønskede at efterkomme det sovjetiske pres. Tyrkiet havde holdt sig neutral gennem det meste af 2. verdenskrig samtidig med, at der under krigens første faser havde været kræfter i Tyrkiet, der talte for en krig mod Sovjetunionen, og havde først i februar 1945 erklæret krig mod Nazi-Tyskland. Sovjetunionen, der ved 2. verdenskrigs afslutning fremstod som en kommende supermagt, kunne således lægge pres på det langt svagere Tyrkiet. Sovjetunionens krav på tyrkisk territorium havde bred støtte i Armenien og den armenske diaspora, herunder den anti-sovjetiske Armeniens Revolutionære Føderation. Sovjetunionens regering opfordrede tillige Armeniere i udlandet til at vende tilbage til Armenske SSR for at understøtte kravet. Sovjetunionen fremsatte også krav om ændringer i Montreux-konventionen og om en militærbase i de tyrkiske stræder.
Storbritannien og USA var modstandere af de sovjetiske territorialkrav. USA var endvidere bekymret over den strategiske militære betydning, som Kars-plateauet kunne give til Sovjetunionen. USA’s udenrigsministerium konkluderede samtidig, at den tidligere politik om støtte til Armenien var ophørt som følge af Armeniens integration i USSR. Tyrkiet indtrådte i NATO i 1952.
Efter Tyrkiets indtræden i NATO og Stalins død året efter frafaldt USSR kravene mod Tyrkiet. Sovjetunionen respekterede herefter traktaten indtil Sovjetunionens opløsning i 1991. Ifølge historikeren Christopher J. Walker forsøgte USSR i 1968 at forhandle en ændring, hvor USSR fik ruinerne i Ani mod at Tyrkiet fik to mindre landsbyer i Aserbajdsjan, hvilket imidlertid ikke blev til noget.

## Efter Sovjetunionens opløsning i 1991

### Armeniens stilling
Efter Sovjetunionens opløsning anerkendte de tre post-sovjetstater Rusland, Georgien og Aserbajdsjan Kars-traktaten. Armeniens stilling er mere kompliceret, da landet ikke har diplomatiske forbindelser med Tyrkiet. I december 2006 oplyste Armeniens udenrigsminister, at Armenien anerkender traktaten, men understregede samtidig, at Armenien ikke mener, at Tyrkiet efterlever traktatens bestemmelser. Særlig blev fremhævet artikel 17 om uhindret adgang over grænserne og udvikling af transnational infrastruktur. Spændinger mellem Armenien og Aserbajdsjan over Nagorno-Karabakh (hvor Tyrkiet støtter Aserbajdsjan) fik Tyrkiet til at lukke grænsen til Armenien, hvilket efter Armeniens opfattelse sætter traktaten ud af kraft.
Armeniens Revolutionære Føderation anerkender ikke Kars-traktaten, som den anser som en "grov overtrædelse af international lov". Føderationen argumenterer med, at de tre transkaukasiske republikker i 1921 var under Moskvas fulde kontrol, hvorfor republikkernes accept af traktaten er folkeretlig ugyldig. ARF fremhæver tillige, at Ankararegeringen ikke havde nogen folkeretlig ret til at indgå Kars-Traktaten, da den statslige enhed i 1921 var Det Osmanniske Rige (der i 1921 var repræsenteret ved sultan Mehmed 6.'s regering), hvorfor Ankararegeringen ingen legitimitet havde.

### Kontrovers i 2015
Efter et russisk bombefly af typen Sukhoj Su-24 i november 2015 blev skudt ned af Tyrkiet nær den tyrkiske-syriske grænse under den russiske involvering i borgerkrigen i Syrien, opstod kortvarigt spændinger mellem Rusland og Tyrkiet. Medlemmer af det russiske kommunistparti foreslog i den forbindelse, at Moskva-traktaten skulle annulleres. En annullering af traktaten blev overvejet af Ruslands udenrigsministerium, men Rusland besluttede i stedet at løse uenighederne på anden måde, og spændingerne som følge af nedskydningen blev kortvarige.